# Julien-Gaston du Vergier de La Rochejaquelein
Julien-Marie-Gaston du Vergier, markis de La Rochejaquelein, född den 27 mars 1833 i Chartres, död den 30 juli 1897, var en fransk ädling, son till Henri-Auguste-Georges du Vergier de La Rochejaquelein.
de La Rochejaquelein tillhörde som ivrig monarkist först nationalförsamlingen och sedan deputeradekammaren 1871-85 och från 1889 till sin död.